# Panax pseudoginseng
Panax notoginseng es una especie del género Panax, conocido en idioma inglés como notoginseng.  Notoginseng pertenece al mismo género del ginseng.  Notoginseng crece naturalmente en China, y Japón.

## Descripción
La hierba es una planta perenne con hojas de color verde oscuro que se ramifican desde un tallo con un racimo de bayas de color rojo en el centro. Se cultiva o es obtenida de bosques silvestres, con plantas silvestres es más valioso. Los chinos se refieren a ella como "tres-siete raíz" porque la planta tiene tres ramas con siete hojas cada una. También se dice que la raíz debe ser cosechada entre tres y siete años después de plantarla.

## Propiedades
Se clasifica en la medicina tradicional china como cálido en la naturaleza, dulce y ligeramente amargo en el sabor, y no tóxica. La dosis en decocción para uso clínico es de 5-10 g. Puede reducirse a polvo para tragar o tomar directamente mezclado con agua: la dosis en este caso suele ser de 1-3 gramos. En el Bencao Gangmu (Compendio de Materia Médica, 1596 dC) se afirma: "A causa del hecho de que el sanqi es una hierba perteneciente a la fase de sangre de los meridianos yang ming y jue yin, se puede tratar a todas las enfermedades de la sangre". Notoginseng es una hierba que se ha utilizado en China bastante extensamente desde el final del siglo XIX. Ha adquirido una reputación muy favorable para el tratamiento de trastornos de la sangre, incluyendo el éxtasis de sangre, sangrado, y la deficiencia de la sangre. Es el ingrediente más grande de 云南白药 (Yunnan Bai Yao, “remedio blanco de Yunnan“), un famoso remedio herbal patentado hemostático que se utilizó principalmente por el Viet Cong para hacer frente a las heridas durante la guerra de Vietnam.
Componentes químicos
Como P. ginseng, P. quinquefolius y P. vietnamensis, notoginseng contiene dammarano de tipo ginsenósido como los principales componentes. Dammarano ginsenósidos tipo incluye 2 clasificaciones: el 20 (S) - protopanaxadiol (ppd) y 20 (S) - protopanaxatriol (ppt). P. notoginseng contiene altos niveles de Rb1, Rd (clasificación ppd) y Rg1 (clasificación ppt) ginsenósidos. Rb1, Rg1 y Rd contenido de P. notoginseng se encuentra que es mayor que la de P. ginseng y P. quinquefolius en un estudio.
Farmacocinética
Cuando se toma oralmente, los ginsenósidos de tipo PPD son metabolizados principalmente por las bacterias intestinales a PPD monoglucósido, 20-O-beta-D-glucopiranosil-20 (S) -protopanaxadiol (M1). En los seres humanos, M1 se detecta en el plasma  7 horas después de la ingesta de ginsenósidos tipo ppd y en la orina 12 horas después de la ingesta. Estos hallazgos indican que M1 es el metabolito final del ginsenósido de tipo PPD.
M1 se conoce en algunos artículos como IH-901, y en otros como compuesto-K.
Las actividades biológicas ver tabla abajo
Un estudio realizado en ratas reportados en Farmacoterapia mostró que el tiempo de sangrado se redujo a la mitad. Michael White, Doctor en Farmacia., Del Hospital Hartford en Connecticut, puso a prueba la eficacia de notoginseng en la hemorragia externa. Él y sus colegas separaron los componentes de notoginseng que podrían ser disueltas en agua, alcohol, o aceite y las aplicó para cortar colas de rata: las saponinas en el componente notoginseng soluble en alcohol reducia el tiempo de sangrado en un 52 por ciento Otros estudios muestran la curación y protección cardiovascular contra el cáncer.
Los principales de tipo dammaranos, saponinas triterpenoides se encontraron en las raíces y brotes de flor de Panax notoginseng para mostrar potentes efectos hepatoprotectores de la lesión inducida por d-galactosamina y lipopolisacárido.
Científicos taiwaneses estudiaron el efecto de sensibilización del extracto de Panax notoginseng y purificada saponina (Rb1) sobre la respuesta de la radiación de un tumor experimental (KHT sarcoma) en comparación con sus efectos en un tejido normal (médula ósea) en ratones. El extracto de Panax notoginseng a una concentración de 0,1-100 mg / kg produjo un aumento de la radiosensibilidad del tumor. El efecto de sensibilización fue máxima a 10 mg / kg y a los 30 minutos después de la inyección. Las dosis más altas eran tóxicas para las células madre de la médula ósea. Rb1 a una concentración de 0,001 a 1 mg / kg produjo un aumento de la radiosensibilidad del tumor, con efecto máximo a 1 mg / kg. Las dosis más altas no eran tóxicos para las células madre de la médula ósea. El efecto diferencial sobre tumor sugiere que las futuras versiones purificadas o sintéticas de este extracto puede ser útil no sólo en enfermedades vasculares relacionadas, sino también en la terapia del cáncer.
Con su alto nivel de uso- tal vez un millón de dosis se utilizan al año- pocos reportes de efectos adversos aparentes han aparecido, ninguno de ellos relacionado con la toxicidad de sus componentes herbales. Un artículo en la revista Chinese Herbal Drugs  Dos tipos básicos de respuestas adversas ocurrieron: Dos casos de esofagitis por tabletas consumidas sin beber suficiente agua, causando irritación o reflujo ácido. Diecinueve reacciones alérgicas como dermatitis, shock, púrpura, ampollas u otras reacciones idiosincrásicas. El fabricante de los productos notoginseng consumidos no se conocía, ni la identidad botánica de las materias primas y confirmados con la medicina de patente china donde las fórmulas y la adulteración ocurren a menudo. Puede haber menos ocasiones de reacciones idosincrática debido solo a la hierba.

## Taxonomía
Panax notoginseng fue descrita por Burkill) F.H.Chen ex C.Y.Wu & K.M.Feng y publicado en Transactions of the Medical and Physical Society of Calcutta 4: 117. 1829.
Sinonimia
- Aralia pseudoginseng (Wall.) Benth. ex C.B.Clarke
- Aralia quinquefolia var. pseudoginseng (Wall.) Burkill
- Panax schin-seng T.Nees
- Panax schin-seng var. nepalensis T.Nees[16]